# Крч
Крч је насељено место у саставу града Новог Марофа у Вараждинској жупанији, Хрватска. До територијалне реорганизације у Хрватској налазио се у саставу старе општине Нови Мароф.

## Становништво
На попису становништва 2011. године, Крч је имао 418 становника.

## Попис1991.
На попису становништва 1991. године, насељено место Крч је имало 377 становника, следећег националног састава:
| Попис 1991.‍ | Попис 1991.‍ | Попис 1991.‍ | Попис 1991.‍ | Попис 1991.‍ |
| ----------- | ----------- | ----------- | ----------- | ----------- |
|             |             |             |             |             |
| Хрвати      | Хрвати      |             | 376         | 99,73%      |
| Словаци     | Словаци     |             | 1           | 0,26%       |
| укупно: 377 |             |             |             |             |